# Heugleville-sur-Scie
Heugleville-sur-Scie é uma comuna francesa na região administrativa da Normandia, no departamento de Sena Marítimo. Estende-se por uma área de 13,05 km². Em 2010 a comuna tinha 643 habitantes (densidade: 49,3 hab./km²).